# Jürgen Strack
Jürgen Strack (* 22. März 1954) ist ein ehemaliger deutscher Fußballspieler.

## Karriere
Strack spielte ab 1977 für den VfR Bürstadt in der 2. Bundesliga. Am Ende der Saison 1977/78 stiegen die Bürstädter als Achtzehnter der Tabelle in die Oberliga Hessen ab. In dieser bewerkstelligte der VfR in der Folgesaison den direkten Wiederaufstieg in die 2. Bundesliga. Im Sommer 1979 wechselte Strack zum TSV 1860 München, für den er ab der Saison 1979/80 56 Spiele in der Bundesliga absolvierte. In Stracks zweiter Saison bei 1860 folgte der Abstieg in die 2. Bundesliga. Strack spielte ein weiteres Jahr bei den Löwen, bevor er zum 1. FC Saarbrücken in die Oberliga Südwest wechselte, mit dem er am Ende der Saison 1982/83 den Aufstieg in die 2. Bundesliga feiern konnte. Nach diesem Erfolg kehrte Strack 1983 zum VfR Bürstadt zurück. Auch mit den Hessen konnte Strack in der Saison 1983/84 in die 2. Bundesliga aufsteigen. In der Aufstiegsrunde setzte sich der VfR unter anderem gegen Stracks ehemaligen Verein 1860 München durch. Strack bestritt in der Saison 1984/85 für den VfR Bürstadt 37 Spiele in der 2. Liga, konnte den Abstieg in die Oberliga allerdings auch nicht verhindern. 
In der Saison 1989/90 war Strack als Trainer des Oberligisten SSV Reutlingen 05 tätig. Strack führte den SSV zur Vizemeisterschaft in der Oberliga Baden-Württemberg, die den Verein zur Teilnahme an der Aufstiegsrunde zur 2. Bundesliga berechtigte. In dieser scheiterten die Reutlinger nur knapp hinter dem FSV Mainz 05 und dem 1. FC Schweinfurt 05. Außerdem gewann man den WFV-Pokal durch einen 3:0-Sieg im Endspiel gegen FC Wangen 05 und qualifizierte sich somit für den DFB-Pokal. Am Ende der Saison verließ Strack den SSV, nachdem er seinen Vertrag schon im März 1990 gekündigt hatte.